# Ligamentum deltoideum

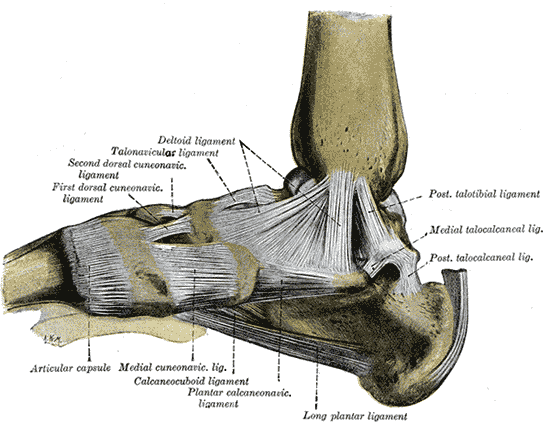
Das Ligamentum deltoideum
(Bildmitte, als Deltoid ligament bezeichnet)

Das Ligamentum deltoideum, auch Ligamentum collaterale mediale oder Deltaband genannt, ist ein starkes dreieckförmiges Band an der Innenseite des menschlichen Sprunggelenks, das vom Innenknöchel (Malleolus medialis) des Schienbeinknochens (Tibia) fächerförmig zu den Fußwurzelknochen Fersenbein (Calcaneus), Kahnbein (Os naviculare) und Sprungbein (Talus) zieht. Es ist das wichtigste Stabilisierungsband des Sprunggelenkes und verhindert eine Valgusstellung und die Auswärtsdrehung des Sprungbeins.

## Anatomie und Funktion
Das Ligamentum deltoideum besteht aus vier Teilen:
- Pars tibionavicularis: Am weitesten vorn (anterior) gelegener Teil des Bandes, zieht zur oberen und medialen Fläche des Os naviculare.
- Pars tibiocalcanea: In der Mitte gelegener Teil, der fast senkrecht zum Sustentaculum tali des Calcaneus zieht und somit das untere und obere Sprunggelenk überbrückt.
- Pars tibiotalaris posterior: Am weitesten hinten (posterior) gelegener Teil, setzt am Hals des Sprungbeins an.
- Pars tibiotalaris anterior: Der tief gelegene Anteil des Ligamentum deltoideum zieht zum Processus posterior des Sprungbeins.

Das Ligamentum deltoideum wird von den Sehnen des Musculus tibialis posterior und des Musculus flexor digitorum longus überkreuzt. Durch das Band wird ein Abknicken (Abduktion) des Fußes nach außen (lateral) verhindert.

## Klinische Bedeutung
Das Ligamentum deltoideum wird typischerweise bei übertriebenen Pronationsbewegungen (Einwärtsdrehung) geschädigt. Durch die Dehnung des Bandes kommt es zu einem verminderten Halt im Sprunggelenk. Das Deltaband hat von den Bändern des Sprunggelenkes die höchste Reißfestigkeit. Rupturen (Risse) dieses Bandes sind äußerst selten. Ein gerissenes Deltaband erfordert in der Regel einen operativen Eingriff mit Naht des Bandes.